# لمفوما هودجكين السائدة الخلايا اللمفية العقيدية
لمفوما هودجكين السائدة الخلايا اللمفية العقيدية هي شكل من أشكال اللمفوما.

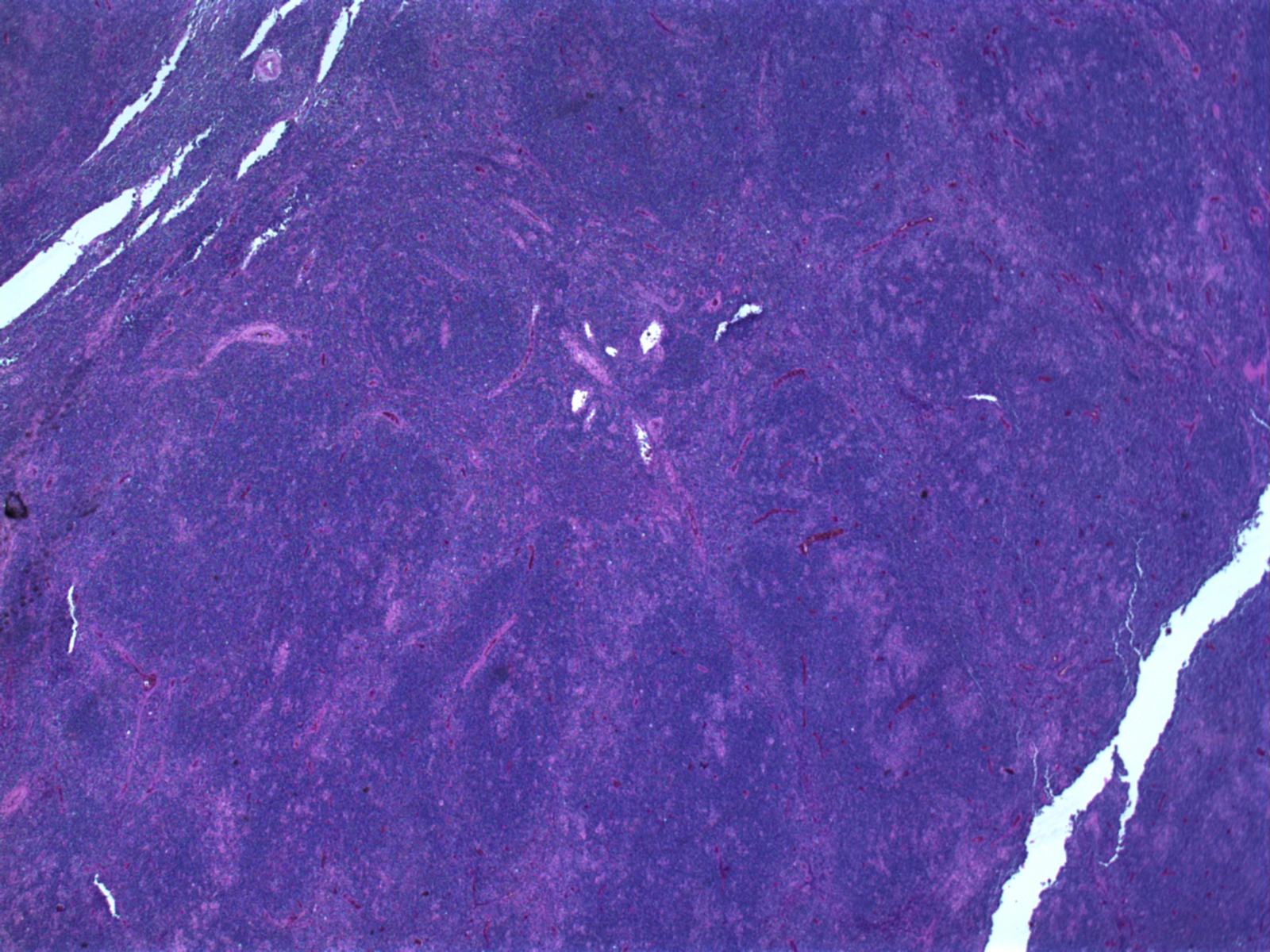
لمفوما هودجكين, الخلايا الليمفية العقيدية سائدة (منظر منخفض التكبير). لاحظ البنية الهندسية العقيدية ومناطق "التبقع". (صبغة H&E)

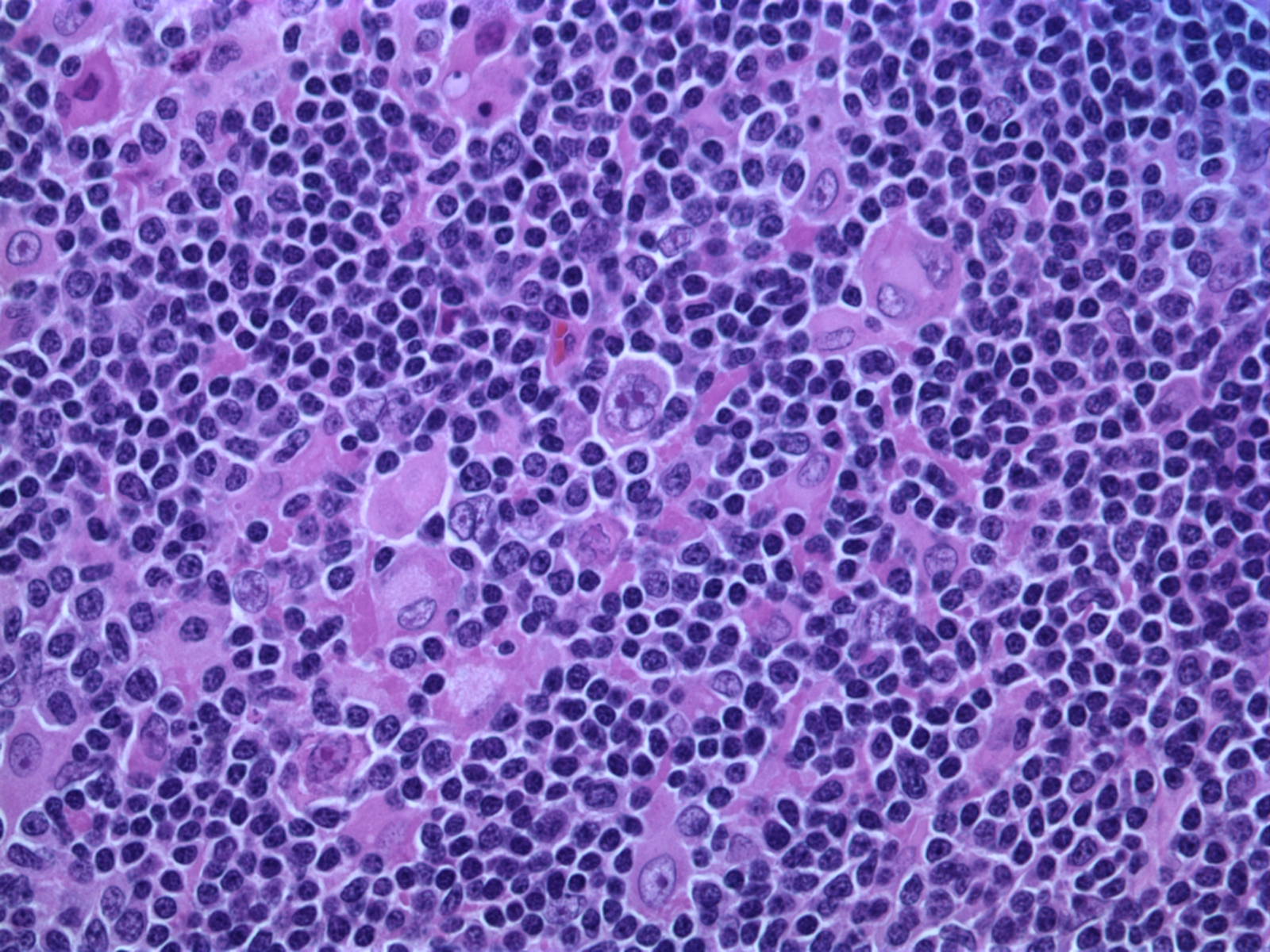
لمفوما هودجكين, الخلايا الليمفية العقيدية سائدة (منظر عالي التكبير). لاحظ وجود خلايا L&H (خلية نسيجية ليمفية lymphohistiocytic) التي تعرف أيضا ب "خلايا الفشار". (صبغة H&E)